# Красное море
Кра́сное мо́ре (араб. اَلْبَحرْ الأحمر‎, Al-Baḥr Al-Aḥmar; ивр. יַם סוּף‎, Yam Suf; тигринья ቀይሕ ባሕሪ, Кэйх-Бахри; сомал. Badda Cas, англ. Red Sea, фр. Mer Rouge) — внутреннее море Индийского океана, расположенное между Аравийским полуостровом и Африкой в тектонической впадине. На севере море примыкает к Суэцкому перешейку, который разделяет два залива: Суэцкий и Акаба, — через Суэцкий канал соединяется со Средиземным морем, а с Аравийским морем на юге соединяется Баб-эль-Мандебским проливом («Врата слёз») с Аденским заливом. Красное море — одно из самых солёных морей Мирового океана.

## Этимология

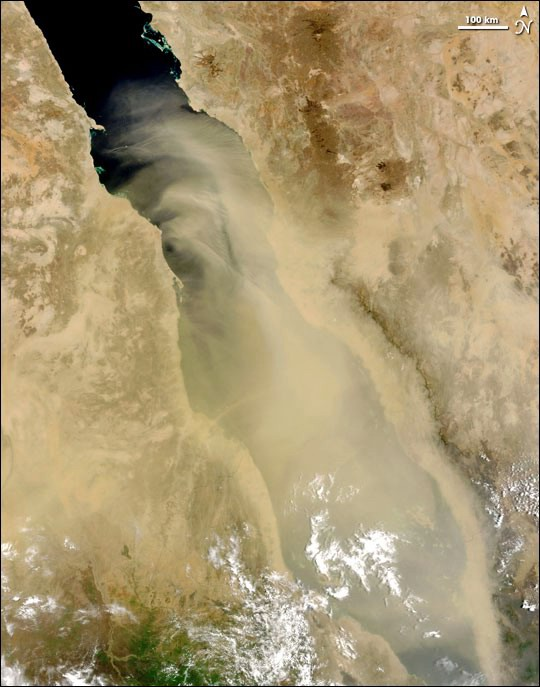
Пыльная буря над Красным морем

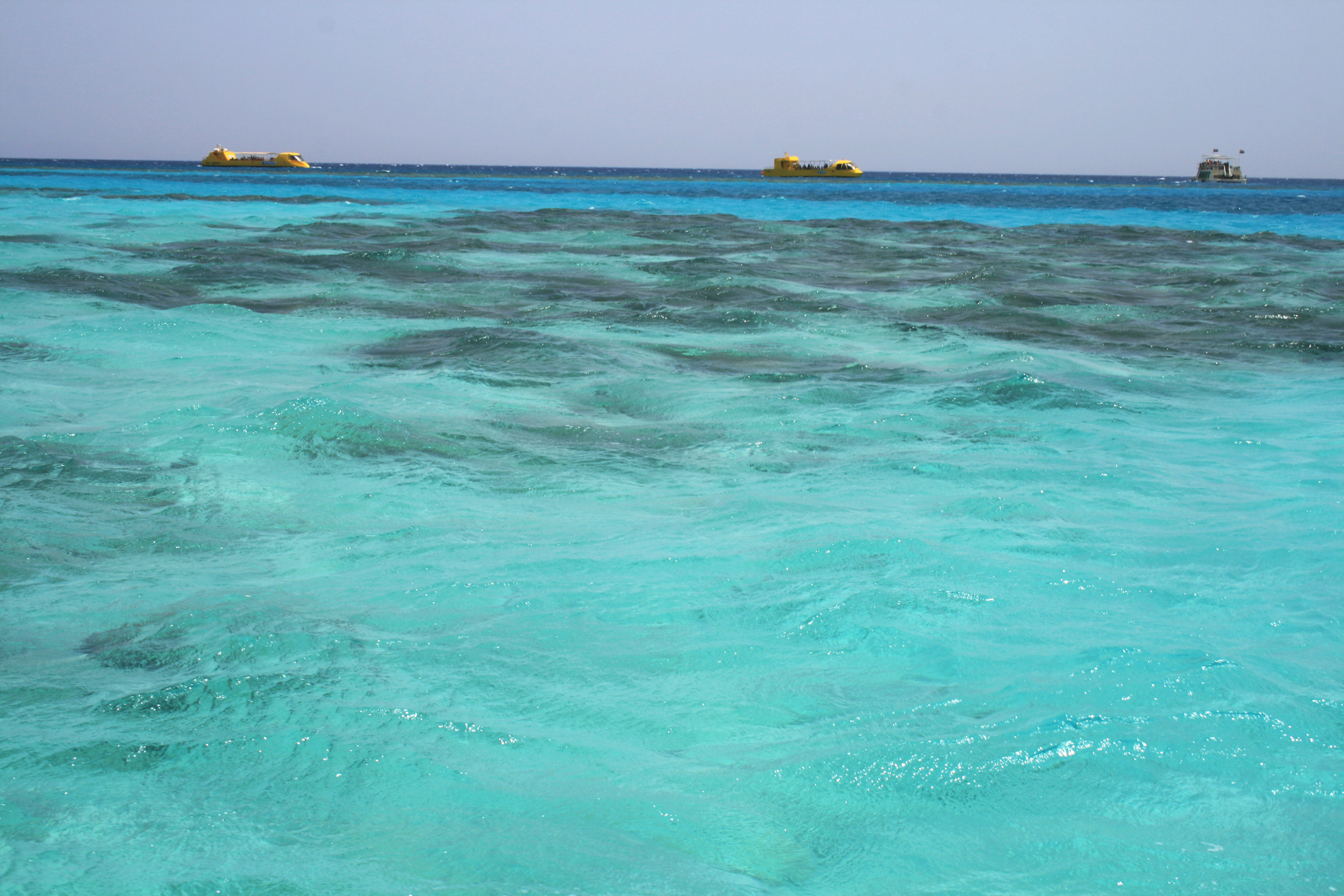
Красное море, Хургада

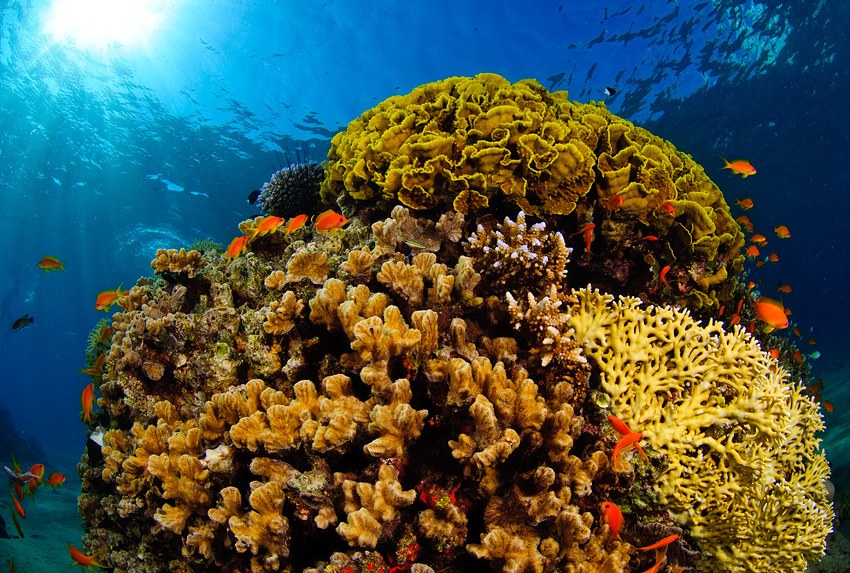
Коралловый риф в Красном море

Словосочетание «Красное море» является прямым переводом греческого «Эритра таласса» (др.-греч. Ἐρυθρὰ Θάλασσα), латинского «Mare Rubrum», арабского «Эль-Бахр Эль-Ахмар» (араб. اَلْبَحرْ الأحمر‎), сир. ܝܡܐ ܣܘܡܩܐ Yammāʾ summāqā, сомалийского «Badda Cas» и тигринья «Кэй-Бахри» (ቀይሕ ባሕሪ). В позднем коптском языке море именуется Красным — «Фиом-Ншари» (копт. Ⲫⲓⲟⲙ ̀Ⲛϣⲁⲣⲓ), хотя сохранилось и его более древнее название в египетском языке — «Море Хеха» (копт. Ⲫⲓⲟⲙ `Ⲛϩⲁϩ). В современном иврите море также именуется Красным — «ха-Ям ха-адом» (הַיָּם הָאָדוֹם‎), но традиционно отождествляется с тем, что названо в Библии «Тростниковым» (יַם סוּף‎).
Существуют несколько версий происхождения названия Красного моря.
Первая версия объясняет происхождение названия этого моря от неправильного чтения семитского слова, состоящего из трёх букв: «х», «м» и «р». Из этих букв в древних надписях составлено имя семитского народа — химьяриты, — жившего в Южной Аравии до её завоевания арабами. В древней южноаравийской письменности краткие гласные звуки графически не изображались на письме. Поэтому появилось предположение, что при расшифровке арабами южноаравийских надписей сочетание «х», «м» и «р» было прочитано как араб. الأحمر‎ «а́хмар» (красный).
Другая версия ставит название моря в зависимость от той или иной части света. В мифических сказаниях многих народов мира стороны света связаны с определёнными цветовыми оттенками. Например, красный цвет символизирует юг, белый — восток, чёрный (у ряда народов Азии) — север. Отсюда название «Чёрное море» означает не «море с тёмной, чёрной водой», а «море, находящееся на севере». Ведь турки и крымские татары называют это море Кара-дениз (крымскотат. Qara deñiz, тур. Karadeniz), древние племена, говорившие на иранских языках, — Ахшаена (тёмное), а скифы называли Тама, что также связано со значением «тёмный». Что касается Красного моря, то слово «красный», по-видимому, указывает на его южное месторасположение, а вовсе не на цвет морской воды.
Согласно ещё одной версии, море было названо так из-за сезонного цветения микроскопических водорослей Trichodesmium erythraeum вблизи поверхности воды. Избыток красного пигмента фикоэритрина у водоросли вызывает «цветение» воды в Красном море, и последнее вместо сине-зелёного становится рыжевато-бурым.
Одно из первых описаний Красного моря составил во II веке до н. э. греческий историк и географ Агатархид Книдский в своей работе «О красном море (Эритрейском)». В XVI веке допускалось название «Суэцкое».

## Физико-географический очерк

### Общие сведения

Карта Красного моря до признания независимости Южного Судана

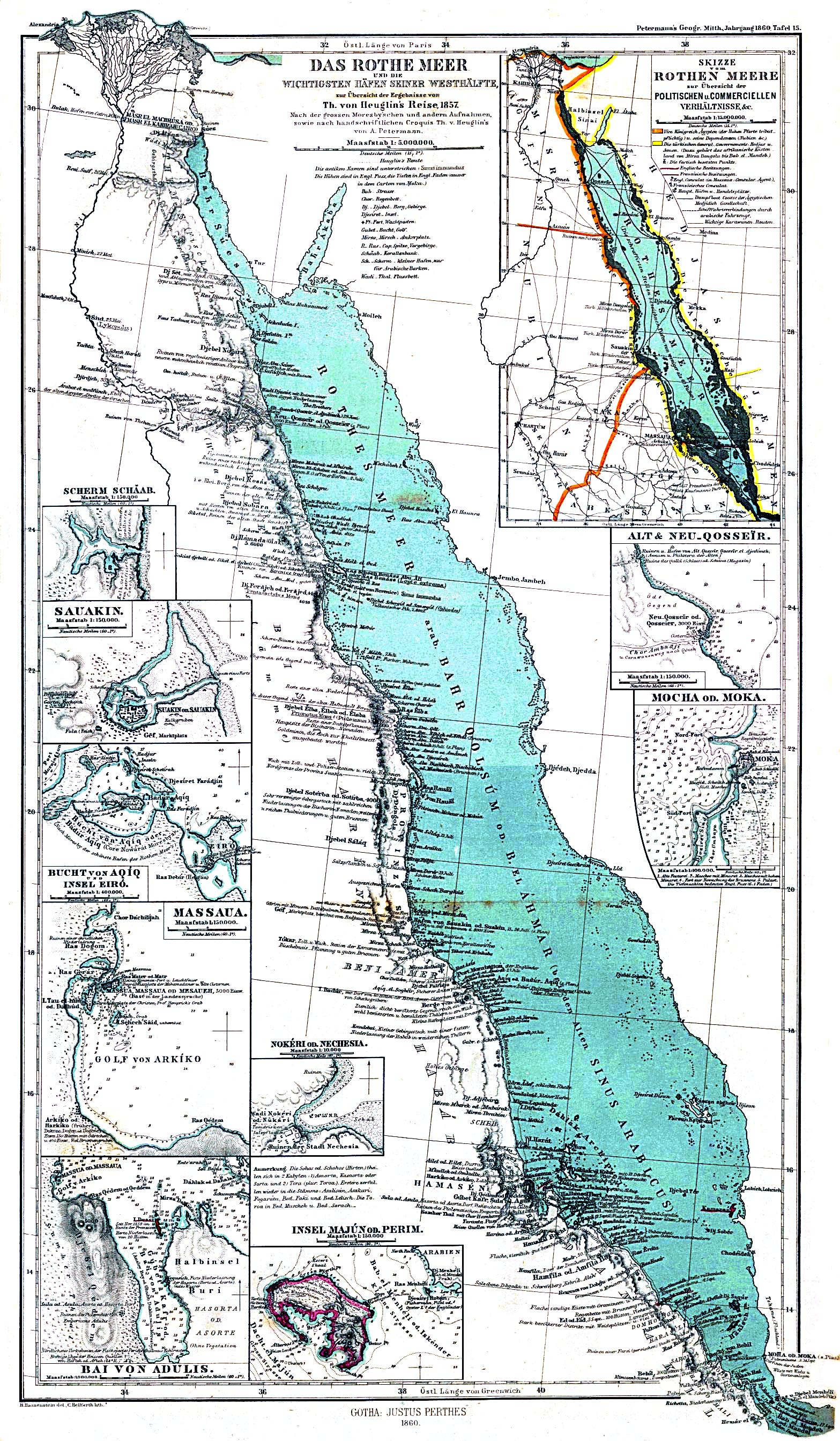
Карта Красного моря, датированная 1860 годом

Красное море омывает берега Азии и Африки: Египта, Судана, Джибути, Эритреи, Саудовской Аравии, Йемена, Израиля и Иордании.
Площадь Красного моря равна 450 000 км², почти 2/3 моря лежат в тропическом поясе.
Объём — 251 000 км³.
По разным оценкам, длина (в направлении север — юг) составляет от 1932 до 2350 км, ширина — от 305 до 360 км. Берега изрезаны слабо, их очертания в основном предопределены сбросовой тектоникой и почти на всём своём протяжении восточные и западные берега параллельны друг другу.
В рельефе дна выделяются: прибрежная отмель (до глубины 200 м), наиболее широкая в южной части моря, с многочисленными коралловыми и коренными островами; так называемый главный трог — узкая впадина, занимающая бо́льшую часть дна моря, в среднем до глубины 1000 м; осевой трог — узкий и глубокий жёлоб, как бы врезанный в главный трог, с максимальной глубиной, по разным источникам, от 2604 до 3040 метров. Средняя глубина моря составляет 437 м.
Островов в северной части моря мало (к примеру: остров Тиран) и только южнее 17° с. ш. образовались несколько групп с многочисленными островами: архипелаг Дахлак в юго-западной части моря является наибольшим, а архипелаги Фарасан, Суакин, Ханиш — поменьше. Есть и отдельные острова — например, Камаран.
На севере моря располагаются два залива: Суэцкий и Акаба, который соединяется с Красным морем через пролив Эт-Тиран. По заливу Акаба проходит разлом, поэтому глубина этого залива достигает больших значений (до 1800 метров).
Особенность Красного моря состоит в том, что в него не впадает ни одной реки с постоянным водотоком, а сезонные притоки немногочисленны (например, Барака) и редко доходят до моря. Так как реки обычно несут с собой ил и песок, существенно снижая прозрачность морской воды, то из-за их отсутствия вода в Красном море кристально чиста.
Красное море — самое солёное море Мирового океана. В 1 литре воды здесь содержится 41 г солей (в открытом океане — 34 г, в Чёрном море — 18, в Балтийском — всего 5 грамм солей на литр воды). За год над морем выпадает не более 100 мм атмосферных осадков (и то не везде и исключительно в зимние месяцы), тогда как испаряется за то же время в 20 раз больше — 2000 мм (это значит, что каждый день с поверхности моря испаряется больше полусантиметра воды). При полном отсутствии поступления воды с суши этот дефицит воды в море компенсируется лишь поступлением воды из Аденского залива. В Баб-эль-Мандебском проливе одновременно существуют течения, входящие в Красное море и выходящие из него. За год в море вносится воды почти на 1000 км³ больше, чем выносится из него, и тем самым компенсируется испарение с его поверхности. Для полного обмена воды в Красном море требуется всего 15 лет.
Высота приливов и отливов в Красном море — приблизительно в два раза меньше, чем в мировом океане.
В 1886 году во время экспедиции на русском корвете «Витязь» в Красном море на глубине 600 метров были обнаружены воды с аномально высокой температурой:21. Шведским судном «Альбатрос» в 1948 году также были обнаружены подобные воды, к тому же с аномально высокой солёностью. Окончательно наличие горячих металлоносных рассолов на больших глубинах в Красном море было установлено в 1964 году экспедицией на американском судне «Дискавери», когда температура воды с глубины 2,2 км составила 44 °C, а её солёность — 261 грамм на литр. К 1980 году было открыто 15 мест на дне Красного моря с подобными водами, которые вместе с прилегающими донными осадками сильно обогащены металлами:33.

### Геологическое строение и рельеф дна
С геологической точки зрения, Красное море находится в рифтовой зоне на границе Африканской и Аравийской литосферных плит.
Красное море очень молодо. Его формирование началось около 25 млн лет назад, когда в земной коре появилась трещина и образовалась Восточно-Африканская рифтовая долина. Под действием центробежной силы из-за вращения Земли Африканская плита отделилась от Аравийской, и в результате их разворота с образованием «спирали», закручивающейся на северо-восток, между ними в земной коре образовался провал, который постепенно, на протяжении тысячелетий, заполнялся морской водой. Плиты движутся постоянно — относительно ровные берега Красного моря расходятся в разные стороны со скоростью 1 см в год, или 1 м в столетие (Kendall F. Haven говорит, что при таком темпе расширения в ближайшие 200 млн лет Красное море станет шириной с Атлантический океан) — но и с разной скоростью относительно друг друга: движение Африканской плиты было очень медленным, в то время как Аравийская двигалась существенно быстрее и в результате Сомалийская плита начала сдвигаться на восток. Спиральное движения Аравийской плиты привело к запиранию части огромного океана Тетиса, омывавшего Африку, и образованию впоследствии Средиземного моря. Это подтверждается тем, что горные породы и минералы, характерные для Средиземного моря, найдены и в Красном. А дальнейшее вращение Аравийской и Сомалийской плит открыло пролив на юге, в который хлынули воды Индийского океана, приведя в конце концов к образованию Аденского залива. Движение континентальных плит продолжало влиять на рельеф местности. На юге большой сегмент, отколовшийся от Аравийской плиты, со временем закрыл проход, который образовался между Африканской и Сомалийской плитами. Море здесь высохло, и образовалась долина, известная под названием «треугольник Афар». Этот своеобразный в геологическом смысле регион дал учёным много информации об истории планеты и эволюции человечества. Самый нижний сегмент «треугольника Афар» в настоящее время медленно погружается под воду и в конце концов вновь окажется под уровнем океана.
Изменения, разумеется, затронули не только данный локальный участок земной поверхности. Сдвиг Сирийско-африканского разлома на север привёл к образованию Суэцкой бухты. Аравийская и Африканская плиты продолжали своё движение с разными скоростями (это различие скоростей обуславливалось разным расстоянием плит от оси вращения). Неизбежно возникающее трение между плитами образовало ещё одну долину, очень похожую на ложе Красного моря. Этот разлом начинается от пролива Эт-Тиран и идёт дальше на север до Акабского залива, так же как и долины, в которых лежат Мёртвое море и Вади-эль-Араба. Конечная точка этих долин — Сирия. Непрекращающаяся тектоническая активность сдвигала Суэцкую бухту к северу — в сторону Средиземного моря. Человеческое вмешательство завершило этот процесс в 1869 году, когда был открыт Суэцкий канал. Воды Средиземного моря влились в Красное море, и началась миграция подводной флоры и фауны в обоих направлениях.

### Гидрологический режим
Красное море является единственным на Земле водоёмом, в который не впадает ни одной реки с постоянным течением.
Сильные испарения тёплой воды превратили Красное море в одно из самых солёных на земном шаре: 38—42 грамма солей на литр.
Между Красным морем и Индийским океаном идёт интенсивный водообмен. Зимой в Индийском океане устанавливается Юго-Западное муссонное течение, начинающееся в Бенгальском заливе, переходящее в Западное течение, которое разветвляется, и одна ветвь идёт на север в Красное море. Летом к муссонному течению, начинающемуся у берегов Африки, в районе Аденского залива присоединяется течение из Красного моря. Кроме того, в Индийском океане есть глубинные водные массы, образующиеся плотными водами, вытекающими из Красного моря и Оманского залива. Глубже 3,5—4 тысяч метров распространены донные водные массы, формирующиеся из антарктических переохлаждённых и плотных солёных вод Красного моря и Персидского залива.

### Климат
Климат на побережье почти всего Красного моря — тропический пустынный, и лишь крайний север относится к средиземноморскому климату. Температура воздуха в самый холодный период (декабрь — январь) днём составляет +20 — 25 °C, а в самый жаркий месяц — август, превышает +35 — 40 °C и даже иногда доходит до +50 °C. Благодаря жаркому климату у берегов Египта температура воды даже зимой не опускается ниже +20 °C, а летом достигает +27 °C.

### Биоресурсы

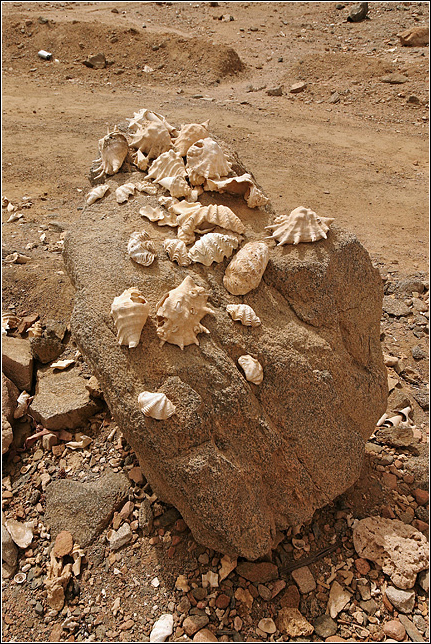
Раковины на побережье

По качеству и разнообразию кораллов, морской флоры и фауны Красному морю нет равных в Северном полушарии. Туристический бум, охвативший в последние годы[когда?] египетское побережье Красного моря, в значительной степени связан именно с уникальным и невероятно богатым подводным миром этого тропического моря, популяризацией подводного плавания.
Протянувшиеся вдоль всего египетского побережья коралловые рифы являются своеобразным жизненным центром, привлекающим множество рыб. Поражает разнообразие форм кораллов, которые могут быть круглыми, плоскими, разветвлёнными, а также иметь другие фантастические формы и цветовую гамму — от нежно-жёлтого и розового до коричневого и синего. Но цвет сохраняют только живые кораллы, после смерти они теряют мягкие покровные ткани и остаётся только белый кальциевый скелет.
В Красном море широко распространены бутылконосые дельфины, различные виды полосатого дельфина и косатки. Вполне возможна встреча под водой и с зелёной черепахой. На морском дне живут иглокожие — морские огурцы. Водятся акулы, они облюбовали для себя побережье Судана. Мурены, приспособленные к жизни на рифах, могут достигать 3 метров в длину и имеют довольно устрашающий вид. Обычно, если их не дразнить, они не опасны для человека, но укус рыб может быть опасен: известны случаи неспровоцированных нападений на дайверов-аквалангистов.
Здесь можно встретить и рыбу-наполеона, названную так из-за характерного выступа на голове, который напоминает головной убор французского императора. Эти рыбы особенно многочисленны у южной оконечности Синайского полуострова. Отличаются яркой окраской рыбы-ангелы и рыбы-бабочки, рыбы-клоуны и султанки.

## Города
Приморские города:
- Акаба (араб. العَقبة‎)
- Аркико (тигринья ሕርጊጎ)
- Асэб (тигринья ዓሳብ)
- Дахаб (араб. دهب‎)
- Эйлат (ивр. אֵילַת‎, араб. إِيلَات‎)
- Халаиб (араб. حلايب‎)
- Ходейда (араб. الحديدة‎)
- Хургада (араб. الغردقة‎)
- Джидда (араб. جدة‎)
- Марса-эль-Алам (араб. مَرْسَىٰ عَلَم‎)
- Массауа (тигринья ምጽዋ, араб. مصوع‎)
- Нувейба (араб. نويبع‎)
- Бур-Сафага (араб. ميناء سفاجا‎)
- Порт-Судан (араб. بورت سودان‎)
- Шарм-эш-Шейх (араб. شرم الشيخ‎)
- Сома-Бей (араб. سوما باي‎)
- Суакин (араб. سواكن‎)
- Суэц (араб. السويس‎)
- Таба (араб. طابا‎)
- Эль-Кусейр (араб. القصير‎)
- Янбу-эль-Бахр (араб. ينبع‎)
- Раис (араб. الرايس‎)
- Хакль